# ريتشارد شويدر
ريتشارد ألان شويدر (بالإنجليزية: Richard Shweder)‏ (مواليد 1945)  هو عالم أنثروبولوجيا ثقافي أمريكي وشخصية في علم النفس الثقافي. وهو حالياً أستاذ خدمة هارولد ه. سويفت المتميز للتنمية البشرية في قسم التنمية البشرية المقارنة في جامعة شيكاغو.
وهو مؤلف كتاب «التفكير عبر الثقافات: الاستكشافات في علم النفس الثقافي» (1991)، ولماذا يشوي الإنسان؟ توصيف لعلم النفس الثقافي (2003).

## التعليم والوظيفة
حصل شويدر على درجة البكالوريوس في الأنثروبولوجيا من جامعة بيتسبرغ في عام 1966 والدكتوراة في الأنثروبولوجيا الاجتماعية من قسم العلاقات الاجتماعية في جامعة هارفارد في عام 1972. درس في جامعة نيروبي في كينيا لمدة عام واحد. هو عضو في هيئة التدريس في جامعة شيكاغو منذ عام 1973.

## الأبحاث
كان العمل الميداني الرئيسي لشركة شويدر خارج الولايات المتحدة موجودًا في مدينة معبد بوبانسوار في ولاية أوريسا في الهند. من بين موضوعات أخرى، نظر في عمله الميداني في الهند في المفاهيم عبر الثقافات من الشخص، النفس، العواطف، والتفكير الأخلاقي.
كما نشر العديد من الموضوعات ذات الصلة بمناقشات "الحروب الثقافية" في الدراسات الثقافية في الولايات المتحدة، ودافع عن أشكال التعددية الثقافية مع مراعاة الصعوبات العملية والأخلاقية التي تنطوي عليها أنواع معينة من التعددية. وترأس مجموعة مشتركة من مؤسسة راسل ساغ / مجلس أبحاث العلوم الاجتماعية حول "العادات العرقية، الاستيعاب، والقانون الأمريكي" (أعيدت تسميتها بـ "القانون والثقافة")، معنية بمسألة "الممارسة الحرة للثقافة: كيف الحرة؟" هل من الممكن أن تكون مجانية؟ " كما علق على الاستخدامات العسكرية للأنثروبولوجيا لمكافحة التمرد وأغراض أخرى خارج الولايات المتحدة.
وهو رئيس سابق لجمعية الأنثروبولوجيا النفسية. حصل شويدر على جائزة AAAS لعام 1982 لبحوث العلوم السلوكية،  وحاصل على جوائز أكاديمية ومنح بحثية.

## منشورات مختارة
- Shweder, Richard A., and Robert A. Levine, editors. (1984) Culture Theory: Essays on Mind, Self and Emotion. New York: Cambridge University Press.
- Shweder, Richard A., and D.W. Fiske, editors. (1986) Metatheory in Social Science: Pluralisms and Subjectivities. Chicago: دار نشر جامعة شيكاغو.
- Richard A. Shweder (1988)، "Suffering in Style"، Culture, Medicine and Psychiatry، Review of Arthur Kleinman's (1986) book Social Origins of Distress and Disease، ج. 12، ص. 479–497، DOI:10.1007/BF00054499، مؤرشف من الأصل في 2020-03-28 (See also chapter 8 in Thinking through cultures, which is substantially the same text with minor amendments).
- Shweder, Richard A (1991)، Thinking through Cultures: Expeditions in Cultural Psychology، Cambridge, MA: Harvard University Press، ISBN:0-674-88416-7، مؤرشف من الأصل في 2020-01-27
- R A Shweder؛ M A Sullivan (يناير 1993)، "Cultural Psychology: Who Needs It?"، Annual Review of Psychology، ج. 44، ص. 497–523، DOI:10.1146/annurev.ps.44.020193.002433 {{استشهاد}}: الوسيط غير المعروف |last-author-amp= تم تجاهله يقترح استخدام |name-list-style= (مساعدة)
- Jessor, Richard, Anne Colby, and Richard Shweder, editors. (1996) Ethnography and Human Development: Context and Meaning in Social Inquiry. Chicago: دار نشر جامعة شيكاغو.
- Stigler, James؛ Richard A. Shweder؛ Gilbert Herdt، المحررون (1999) [First published 1990]، Cultural Psychology: Essays on comparative human development، Cambridge & New York: Cambridge University Press، ISBN:0-521-37804-4، مؤرشف من الأصل في 2020-03-28
- Richard A. Shweder؛ Jonathan Haidt (2000)، "The Cultural Psychology of Emotions: Ancient and New"، في M. Lewis؛ J.M. Haviland-Jones (المحررون)، Handbook of Emotions (PDF) (ط. 2nd)، New York: Guilford Press، ص. 379–414، مؤرشف من الأصل (PDF) في 2016-03-03 {{استشهاد}}: الوسيط غير المعروف |lastauthoramp= تم تجاهله يقترح استخدام |name-list-style= (مساعدة)
- Shweder, Richard A., Martha Minow, and Hazel Markus, editors. (2002) Engaging Cultural Differences: The Multicultural Challenge in Liberal Democracies. New York: Russell Sage Foundation Press.
- Shweder, Richard A., «Why do Men باربكيو?» (2002).
- Good, Byron؛ Richard Shweder، المحررون (2005)، كليفورد جيرتز by His Colleagues، Chicago: دار نشر جامعة شيكاغو، ISBN:0-226-75610-6
- Shweder, Richard A. 2007. “A True Culture War.” The New York Times 10/27/07.
- Shweder, Richard A., editor, (2009) The Child: An Encyclopedic Companion. Chicago: دار نشر جامعة شيكاغو